# Seward's Day
 (octobre 2019).
Si vous disposez d'ouvrages ou d'articles de référence ou si vous connaissez des sites web de qualité traitant du thème abordé ici, merci de compléter l'article en donnant les références utiles à sa vérifiabilité et en les liant à la section « Notes et références ».

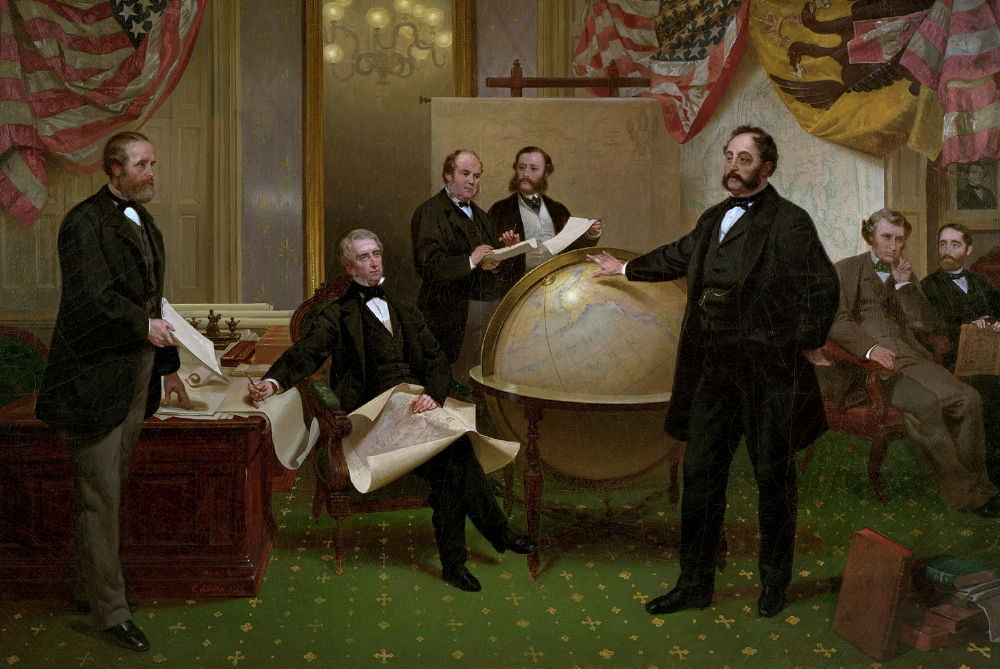
Signature du traité d'achat de l'Alaska

Le Seward's Day est un jour férié en Alaska. Il a lieu le dernier lundi du mois de mars et commémore la signature du traité d'achat de l'Alaska le 30 mars 1867. Il porte le nom du secrétaire d'État de l'époque, William H. Seward, qui a négocié l'achat auprès de la Russie.
Il ne faut pas le confondre avec l'Alaska Day (en) qui marque le transfert officiel du contrôle de l'Alaska de la Russie aux États-Unis.